# Potočec
Potočec is een plaats in de gemeente Gradec in de Kroatische provincie Zagreb. De plaats telt 104 inwoners (2001).